# Yuan Longping
Yuan Longping, in cinese:袁隆平 (Pechino, 7 settembre 1930 – Changsha, 22 maggio 2021), è stato un agronomo cinese, membro dell'Accademia Cinese di Ingegneria e noto per lo sviluppo delle prime varietà di riso ibrido negli anni '70.
Da allora il riso ibrido è stato coltivato in dozzine di Paesi in Africa, America e Asia, fornendo una solida fonte di cibo in aree ad alto rischio di carestia. Per i suoi contributi, Yuan è stato chiamato il "padre del riso ibrido".

## Biografia
Nato a Pechino nel 1930, la sua casa ancestrale si trova nella contea di De'an, provincia di Jiangxi. Durante la seconda guerra sino-giapponese e la guerra civile cinese, si trasferì con la sua famiglia e frequentò la scuola in molti luoghi, tra cui Hunan, Chongqing, Hankou e Nanchino. 
Si laureò al Southwest Agricultural College (ora parte della Southwest University) nel 1953 e iniziò la sua carriera di insegnante in una scuola di agricoltura ad Anjiang, nella provincia di Hunan. Sposò una delle sue studentesse, Deng Ze (邓则) nel 1964- Hanno avuto due figli, Yuan Ding'an (袁定安) e Yuan Dingjiang(袁定江). 
Gli venne l'idea di realizzare il riso ibrido negli anni '60 quando una serie di politiche dannose (come il Grande Balzo in Avanti) avevano gettato la Cina in una carestia senza precedenti che causò la morte di milioni di cittadini. Da allora, Yuan si era dedicato alla ricerca e allo sviluppo di una razza di riso migliore. Nel 1964, trovò una pianta di riso naturale da utilizzare nei suoi esperimenti di ibridazione che aveva evidenti vantaggi rispetto ad altre specie. Fortemente incoraggiato, iniziò a studiare gli elementi di questa particolare razza.
Il problema più grande a quel tempo era non avere un metodo noto per riprodurre il riso ibrido in quantità di massa, e questo era il problema che Yuan si era prefissato di risolvere. Nel 1964, Yuan creò la sua teoria dell'uso di un ipotetico ceppo di riso maschio-sterile naturalmente mutato. Dopo due anni riuscì a trovare con successo alcuni individui di un riso maschio-sterile così mutato che poteva usare per la sua ricerca. Esperimenti successivi dimostrarono la sua teoria originale fattibile.
Yuan ha continuato a risolvere anche altri problemi. Le prime specie sperimentali di riso ibrido coltivate non mostravano alcun vantaggio significativo rispetto alle specie comunemente coltivate, così Yuan suggerì di incrociare il riso con un parente più lontano: il riso selvatico. Nel 1970, trovò una specie particolarmente importante di riso selvatico che finì per utilizzare per la creazione di una specie di riso ibrido ad alto rendimento. Nel 1973, in collaborazione con altri, è stato finalmente in grado di stabilire un processo completo per la creazione e la riproduzione di questa specie di riso ibrido ad alto rendimento.
L'anno successivo fu coltivato con successo una specie di riso ibrido che aveva grandi vantaggi rispetto al riso coltivato convenzionalmente,  in grado di produrre il 20% in più per unità rispetto a quella delle razze di riso comuni, mettendo la Cina in testa a livello mondiale nella produzione di riso. Per questo risultato, Yuan Longping è stato soprannominato dai media cinesi il "padre del riso ibrido".
Per i suoi successi, Yuan Longping ha ricevuto il Mahathir Science Award del 2011. Il premio è stato consegnato dall'ex primo ministro malese Mahathir Mohamad.